# Grelo

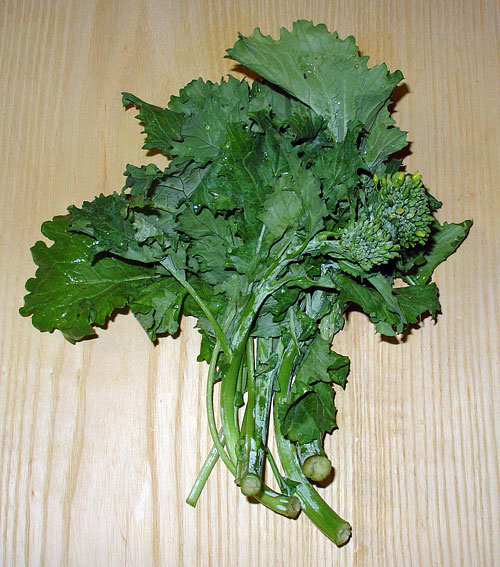

Grelos são as folhas e flores das couves e dos nabos, muito utilizados como acompanhamento na culinária portuguesa de Portugal e da Galiza. A aparência é a dum talo mais ou menos grosso do qual saem algumas folhas e no extremo as flores.